# Кызылжарский сельский округ (Акмолинская область)
Кызылжа́рский се́льский окру́г (каз. Қызылжар ауылдық округі) — административная единица в составе Астраханского района Акмолинской области Казахстана.
Административный центр — село Жана-Турмыс.

## География
Административно-территориальное образование расположено в северо-восточной части Астраханского района. В состав сельского округа входит 3 населённых пункта.
Площадь территории сельского округа составляет — 572,784 км². Из них земли сельскохозяйственного назначения — 453,360 км² (79,15 %), земли населённых пунктов — 61,503 (10,74 %), земли промышленности, транспорта, связи, для нужд космической деятельности, обороны, национальной безопасности и иного несельскохозяйственного назначения — 0,001 км² (0,00 %), земли водного фонда — 14,42 км² (2,52 %), земли запаса — 43,50 км²  (7,59 %).
Из земель сельскохозяйственного назначения: пашни — 285,26 км² (62,92 %), пастбищные земли — 141,98 км² (31,32 %), сенокосные угодья — 26,12 км² (5,76 %).
По природным условиям территория сельского округа расположена в умеренно засушливой зоне. Главной чертой климата является его континентальность, которая выражается в крайне резкой смене температур не только в течение года, но и в течение суток. Зима довольно продолжительная и суровая, лето жаркое и сухое. Землепользование сельского округа расположена в зоне сухих степей, где зональными почвами являются темно-каштановые маломощные и темно-каштановые глубоковскипающие маломощные почвы.
Граничит с землями административно-территориальных образований: на крайнем западе — Айнакольский сельский округ Буландынского района, на северо-западе, севере — Журавлёвский сельский округ, Урюпинский сельский округ Аккольского района — на востоке, Пригородный сельский округ Шортандинского района — на юго-востоке, на юге — Жалтырский сельский округ.
Гидрографическая сеть сельского округа представлена рекой Колутон, протекающая с востока на запад. Крупные озёра — Егинды, Шорман, Ащыколь, Ортаколь, Ащыколь, Ивана Васильевича, Большое Белое, Талапское, Малое Белое и другие.
Через территорию сельского округа проходят автомобильные дороги областного значения — КС-1 (Жалтыр — Макинск), и КС-8 (Новый Колутон — Акколь — Азат — Минское).

## История
В 1989 году существовал как — Краснооктябрьский сельсовет (сёла Жана-Турмыс, Акимовка, Оксановка).
В периоде 1991—1998 годов сельсовет был переименован и преобразован в Кызылжарский сельский округ.

## Население
| Численность населения | Численность населения | Численность населения |
| 1989                  | 1999                  | 2009                  |
| --------------------- | --------------------- | --------------------- |
| 2861                  | ↘2395                 | ↘1785                 |

## Состав
| № | Населённый пункт | Тип населённого пункта       | Население, 1989 | Население, 1999 | Население, 2009 |
| - | ---------------- | ---------------------------- | --------------- | --------------- | --------------- |
| 1 | Акимовка         | село                         | 668             | 647             | 406             |
| 2 | Жана-Турмыс      | село, административный центр | 1 535           | 1 173           | 1 016           |
| 3 | Оксановка        | село                         | 658             | 575             | 363             |

## Местное самоуправление
Аппарат акима Кызылжарского сельского округа — село Жана-Турмыс, улица Абылай хана, 21.
- Аким сельского округа — Жаканов Кайрат Кенесович[1].